# EuroVelo 8

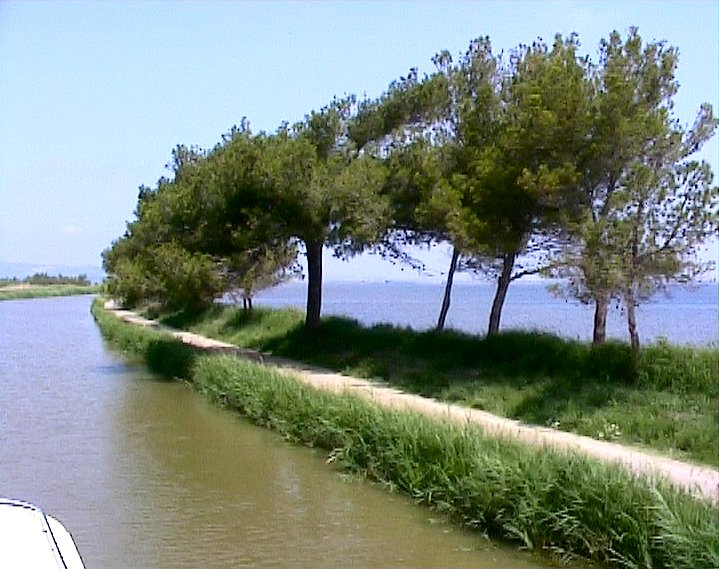
Voie verte du canal de la Robine près de Narbonne (France).

L’EuroVelo 8 (EV 8), également dénommée « la route de la Méditerranée », est une véloroute EuroVelo faisant partie d’un programme d’aménagement de voie cyclable à l’échelle européenne. Longue de 5 900 km elle relie Cadix en Espagne à Athènes en Grèce, puis se poursuit jusqu’à Chypre. L’itinéraire traverse ainsi l'Europe du Sud d’ouest en est principalement le long de la côte méditerranéenne en passant successivement par 11 pays, l'Espagne, la France, Monaco, l'Italie, la Slovénie, la Croatie, la Bosnie-Herzégovine, le Monténégro, l'Albanie, la Grèce et Chypre.

## Itinéraire
En 2012, l'aménagement de l'EuroVelo 8, peu avancé, passe par les villes suivantes (entre parenthèses intersection avec les autres véloroutes EuroVelo) :
- Espagne : Cadix, Malaga, Grenade, Valence, Barcelone
- France : Perpignan, Narbonne, Béziers, Sète, Nice
- Monaco : Monte-Carlo
- Italie : Turin, Plaisance (EV5), Mantoue (EV7), Ferrare, Venise, Trieste (EV9)
- Slovénie :  Koper (EV9)
- Croatie : Pula (EV9), Rijeka, Zadar, Split
- Bosnie-Herzégovine : Neum
- Croatie : Dubrovnik
- Monténégro : Kotor, Podgorica
- Albanie : Shkodër, Tirana, Durrës
- Grèce : Igoumenitsa, Patras, Corinthe, Athènes (EV11)
- Chypre : Limassol

## Avancement du tronçon en France
La partie française  longue de 670 km suit la côte de la mer Méditerranée depuis Le Perthus (col de Panissars) à la frontière avec l'Espagne jusqu'à Menton à la frontière avec l'Italie. Elle devrait passer notamment par les villes de Port Barcarès, Port Leucate, Narbonne, Béziers, Agde, Sète, La Grande-Motte, Cavaillon, Apt, Forcalquier, Nice. 200 km sont en site propre, 300 km en site partagé et 170 km sont susceptibles d’évoluer à court ou moyen terme.